# Saarasjärvi
Saarasjärvi är en sjö i Finland. Den ligger i kommunen Vederlax i landskapet Kymmenedalen, i den södra delen av landet, 150 km öster om huvudstaden Helsingfors. Saarasjärvi ligger 29 meter över havet. Arean är 14,5 hektar och strandlinjen är 1,86 kilometer lång. Sjön  ingår i Virojokis huvudavrinningsområde.   I omgivningarna runt Saarasjärvi växer i huvudsak barrskog. Den sträcker sig 0,6 kilometer i nord-sydlig riktning, och 0,7 kilometer i öst-västlig riktning.